# Zeilmakerij

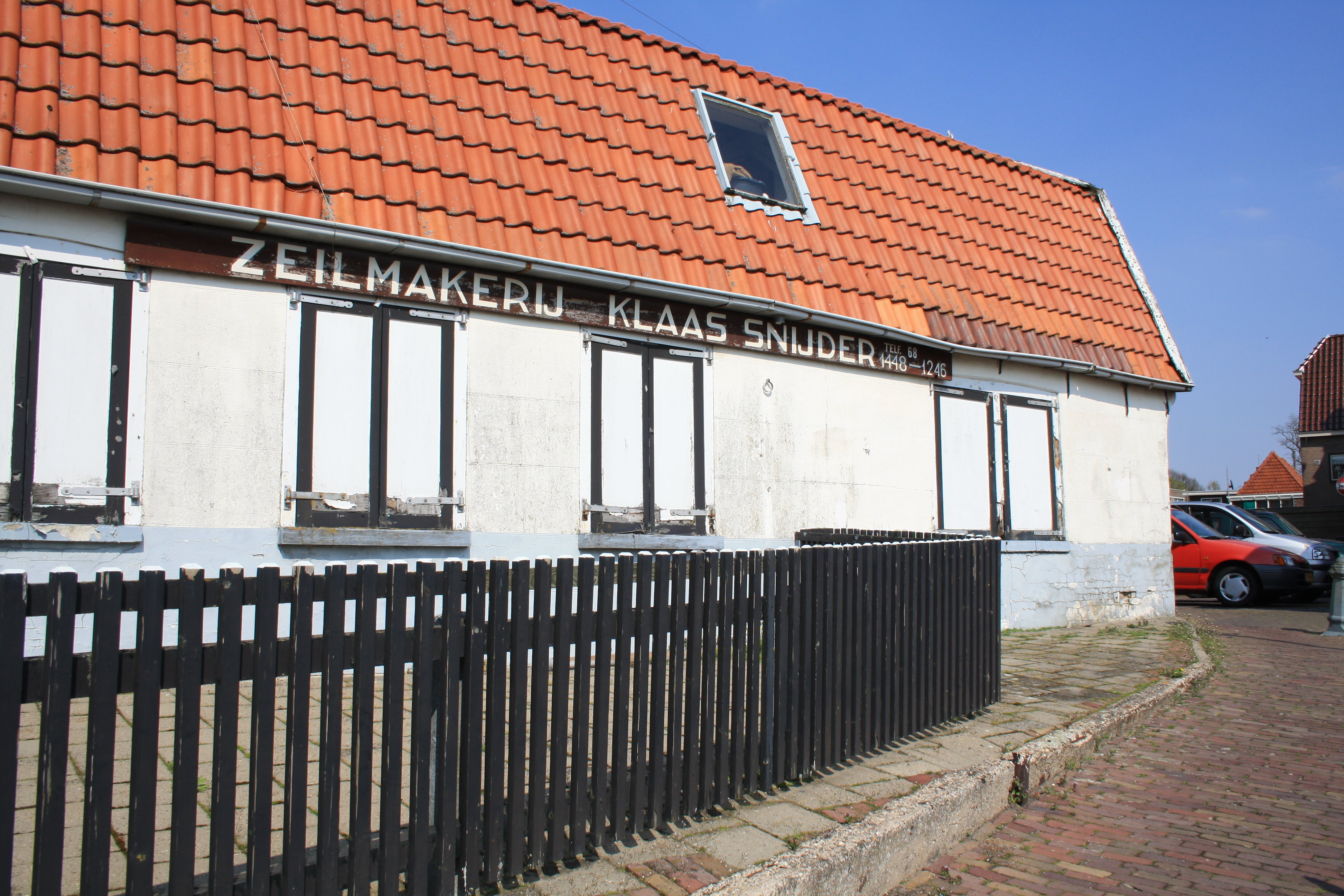
Voormalig onderkomen van een zeilmakerij op Urk

Een zeilmakerij is een werkplaats, waar men zeilen maakt voor zeilschepen of andere toepassingen. Het beroep van ambachtelijk zeilmaker is zeldzaam geworden.
De achteruitgang van de zeilmakerij werd in gang gezet door de opkomst van de stoomvaart, het treintransport en de introductie van de dieselmotor. Veel zeilmakerijen schakelden over op vervaardiging van producten waar genaaid textiel in voorkwam zoals dekzeilen en huiven voor vrachtauto's. Ook maakte men zonweringen zoals markiezen. In de late twintigste eeuw waren er zeilmakerijen die zich specialiseerden in nieuwe toepassingen zoals zeilen voor windsurfboards.
Vanwege de prijs worden zeilen meestal machinaal gemaakt. In de moderne zeilmakerij wordt voornamelijk met kunststof zeildoek gewerkt, dit bestaat uit een polyesther weefselinlage met een pvc coating. Hier kan men duurzame en sterke producten voor velerlei toepassing mee vervaardigen. Het zeil wordt gesneden met computergestuurde snijmachines.
Ambachtelijke zeilmakerijen bestaan nog wel omdat sommige schippers ambachtelijk gemaakte zeilen van authentieke materialen op prijs stellen. Vaak wordt dan gewerkt met katoen en niet met kunststof. In het Zuiderzeemuseum in Enkhuizen en op de Bataviawerf in Lelystad wordt het werk van de zeilmaker gedemonstreerd zoals dat in vroeger tijden gedaan werd.